# Simona Halep
Simona Halep (phát âm tiếng Romania: [siˈmona haˈlep]; sinh ngày 27 tháng 9 năm 1991) là một vận động viên quần vợt chuyên nghiệp người Romania. Cô đã được xếp hạng số 1 thế giới trong hai lần từ năm 2017 đến 2019. Cô đạt thứ hạng số 1 lần đầu tiên vào ngày 9 tháng 10 năm 2017. Trong lần thứ hai, cô giữ thứ hạng trong 48 tuần liên tiếp. Tổng cộng, cô đã đứng số 1 trong 64 tuần, đứng thứ mười trong lịch sử quần vợt nữ. Halep giữ vị trí số 1 vào cuối các năm 2017 và 2018. Cô hiện đang xếp thứ 7 thế giới trên WTA Tour và đã giành được 18 danh hiệu đơn WTA. Halep cũng đã hoàn thành á quân 17 lần. Halep đã giành được hai danh hiệu Grand Slam: Pháp mở rộng 2018 và Giải vô địch Wimbledon 2019.
Halep lần đầu tiên lọt vào top 50 thế giới vào cuối năm 2012, lọt vào top 20 vào tháng 8 năm 2013 và cuối cùng là top 10 vào tháng 1 năm 2014. Cô đã giành được sáu danh hiệu WTA đầu tiên trong cùng một năm 2013 (một kỳ tích mà Steffi Graf đã đạt được lần cuối vào năm 1986 khi cô giành được 7 danh hiệu đầu tiên của mình), được đặt tên là Người chơi được cải thiện nhất của WTA vào cuối Cầu thủ cải tiến nhất năm 2013 của Tòa án Trung tâm ESPN. Halep đã thắng giải đấu lớn đầu tiên của cô tại Pháp mở rộng 2018 và tiếp tục giành chức vô địch Wimbledon năm 2019, đánh bại Serena Williams 6-2 6-2 sau 56 phút. Cô đã thua trước đó ở Pháp mở rộng 2014, Pháp mở rộng 2017 và Chung kết Úc mở rộng 2018. Cô cũng lọt vào trận chung kết WTA 2014, thua Serena Williams trong 2 set sau khi đánh bại Williams trước đó trong giải đấu 6-0 6-2 (mà đến thời điểm đó là thất bại tồi tệ nhất trong sự nghiệp của Serena). Halep tiếp tục thành công của mình trong suốt các mùa giải 2015 và 2016, giành được ba danh hiệu trong mỗi mùa tương ứng (bao gồm hai danh hiệu Premier Mandatory) và vẫn nằm trong top 10.
Halep là tên vận động viên được nhấp nhiều nhất trên WTATennis.com trong hai năm liên tiếp (2014 và 2015), khi cô được trao giải Vận động viên phổ biến nhất trong năm của WTA. Sau Giải vô địch Wimbledon 2017, Simona Halep trở thành tay vợt tích cực với nhiều tuần liên tiếp nhất trong Top 10. Halep cũng đã giành được giải Vận động viên đánh đơn người hâm mộ yêu thích nhất của WTA trong năm 2017 và 2018, và Tay vợt của năm của WTA năm 2018. Vào tháng 12 năm 2018, Halep đã được chọn là tay vợt nổi trội nhất trong năm của ESPN và xếp thứ chín trong The Dominant 20 - 20 vận động viên thống trị nhất thế giới. Cô đã ghi được một kỷ lục 46. Cô đã được trao giải thưởng Cetățean de onoare ("Công dân danh dự") của thành phố Bucharest năm 2018. Halep là tay vợt nữ người Romania thứ ba, sau Virginia Ruzici và Irina Spîrlea, từng lọt vào Top 10 WTA (Magda Rurac cũng được xếp hạng trong top 10 trong bảng xếp hạng thế giới không chính thức vào năm 1948 và 1949, trước khi có bảng xếp hạng WTA). Cô cũng là tay vợt người Romania đầu tiên từng giành được một danh hiệu đơn Wimbledon.

## Sự nghiệp

### Những năm đầu

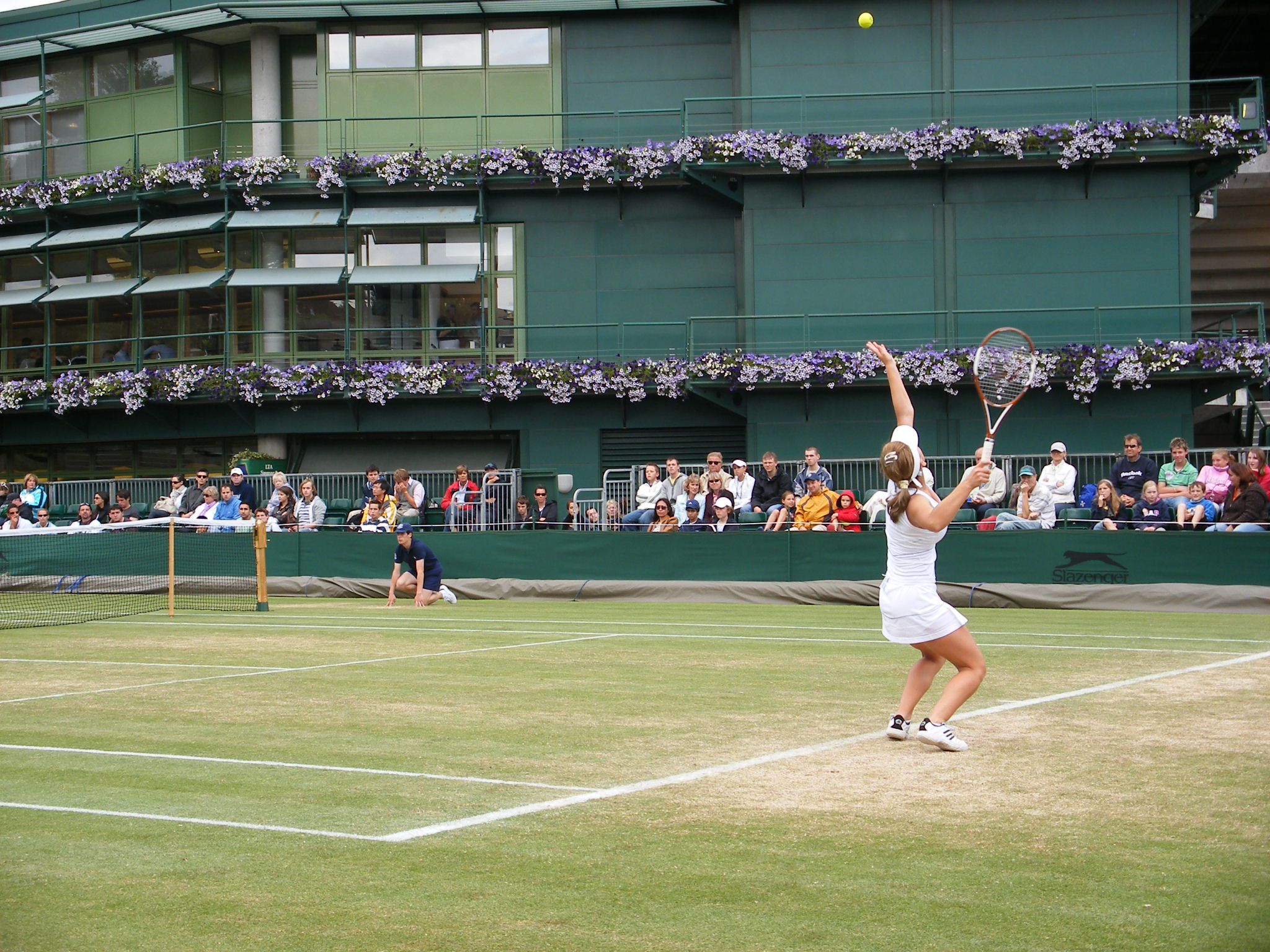
Simona Halep năm 2007, tại trận đấu Đơn nữ tại Wimbledon

Sinh ra ở Constanța, Halep bắt đầu chơi tennis từ năm bốn tuổi, bắt chước anh trai cô. Năm 6 tuổi, cô đã tập luyện hàng ngày. Năm 16 tuổi, cô chuyển đến Bucharest để tiếp tục sự nghiệp quần vợt. Cô coi Justine Henin và Andrei Pavel là hai trong số những thần tượng của mình khi còn nhỏ.

### 2008-09: Grand Slam cho tay vợt trẻ và phẫu thuật ngực

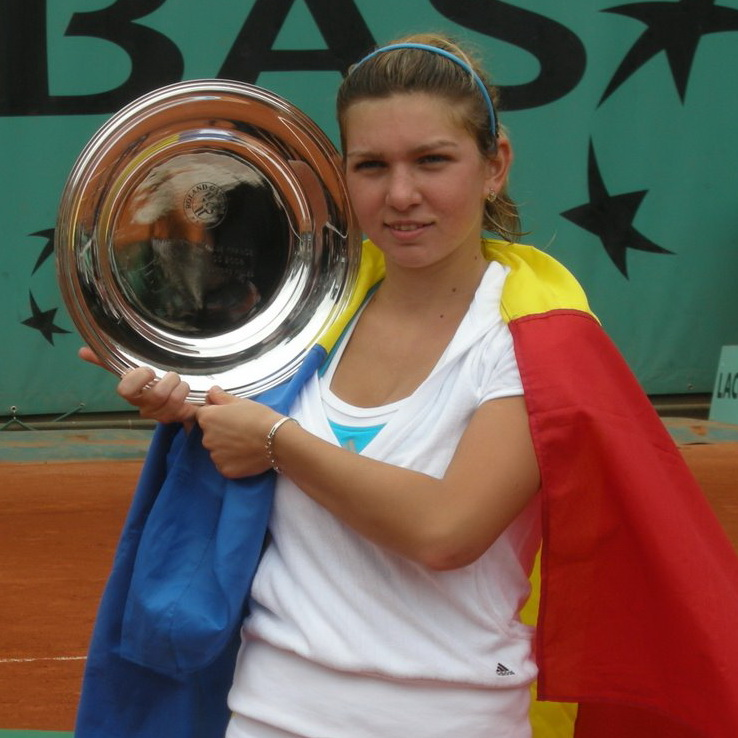
Halep với chiếc cúp vô địch Pháp mở rộng trẻ năm 2008

Cô bắt đầu năm 2008 với việc thi đấu trong các cuộc thi cấp cơ sở, lọt vào trận chung kết ở Notting Hill, nơi cô thua Arantxa Rus, sau đó đánh bại Anastasia Pavlyuchenkova ở tứ kết tại Giải vô địch giải trẻ Úc mở rộng, trước khi thua trận bán kết trước Jessica Moore. Cô tiếp tục giành được một giải đánh đôi vào tháng Năm và tháng Sáu. Đầu tiên, một chiến thắng trong trận chung kết tại Trofeo Bonfiglio, chiến thắng Bojana Jovanovski trong hai set. Sau đó, tại Giải vô địch Roland Garros Junior, cô bước vào vòng đấu chính với tư cách hạt giống số 9. Ở vòng đầu tiên, cô đã đánh bại Charlotte Rodier, sau đó là Karen Barbat người Đan Mạch và ở vòng ba Halep đã giành chiến thắng trước hạt giống thứ năm Jessica Moore, thắng với 2 set. Ở tứ kết, cô đã đánh bại hạt giống số 13 Ksenia Lykina, và trong trận bán kết, Halep đã đánh bại hạt giống thứ hai Arantxa Rus. Cô đã khép lại giải đấu bằng cách giành chiến thắng trong trận chung kết toàn Rumani trong ba set trước hạt giống số 10 Elena Bogdan.
Cô cũng bắt đầu tham gia các giải đấu ITF chuyên nghiệp vào mùa xuân. Thành công đã đến khi cô giành được hai giải đấu nhỏ trị giá 10.000 đô la Mỹ ở Bucharest (1 & 3) vào tháng Tư, tháng 5, thắng Elena Bogdan  và sau đó thắng Stéphanie Vongsouthi.
Tại giải đấu trị giá 50.000 đô la chính ở Bucharest (2) hồi tháng 5, Halep đã loại cựu tuyển thủ Roland Garros Sesil Karatantcheva ở vòng đầu tiên, trước khi thua ở tứ kết trước nữ đồng hương Sorana Cîrstea sau ba set. Sau đó vào tháng 6 Halep đã chiến thắng tại giải đấu 25.000 đô la của ITF tại Thụy Điển tại Kristinehamn, bằng cách đánh bại hạt giống thứ năm Anne Schaefer trong trận chung kết.
Cô tiếp tục chơi các giải ITF trong toàn bộ năm 2009, đồng thời tham gia vòng loại cho các giải đấu WTA chính tại Paris Indoors vào tháng Hai và Roland Garros vào tháng Năm, mỗi lần đều thua ở vòng hai. Tại một giải đấu trị giá 50.000 đô la ở Makarska, Halep đã bắt đầu chiến dịch của mình với chiến thắng trước Ana Vrljić của Croatia và chiến thắng bất ngờ trước Ksenia Pervak. Cô đã đánh bại Anne Schäfer trong 2 set, và đánh bại Arantxa Rus hạt giống thứ hai để tiến vào trận chung kết, tại đó Halep thua trước hạt giống hàng đầu Tatjana Malek trong ba set. Sau đó, cô lọt vào tứ kết tại giải đấu trị giá 100.000 đô la Mỹ, và thua Andrea Petkovic.
Lần đầu tiên cố gắng tham gia một giải đấu Grand Slam cao cấp tại Roland Garros, cô đã đánh bại hạt giống số 17 Michaëlla Krajicek trong trận đấu đầu tiên của mình, nhưng thua Vitalia Diatchenko, trong ba set ở vòng tiếp theo. Vào tháng 8, Halep đã giành chiến thắng trong giải đấu trị giá 25.000 đô la ở Maribor, đánh bại hạt giống hàng đầu Katalin Marosi trong trận chung kết trong hai set. Cô cũng đã lọt vào bán kết của giải đấu trị giá 50.000 đô la trong nhà ở Minsk, Belarus và giải đấu trị giá 25.000 đô la Mỹ tại Opole, Ba Lan vào tháng 11.
Năm 2009 Halep đã trải qua một phẫu thuật làm nhỏ ngực để tăng sự thoải mái về thể chất trong quá trình chơi và tập thể dục. Halep sau đó đã nhận xét rằng đây là sự hy sinh lớn nhất của cô cho quần vợt.

### 2010-12: Tiến tới top 50

#### 2010

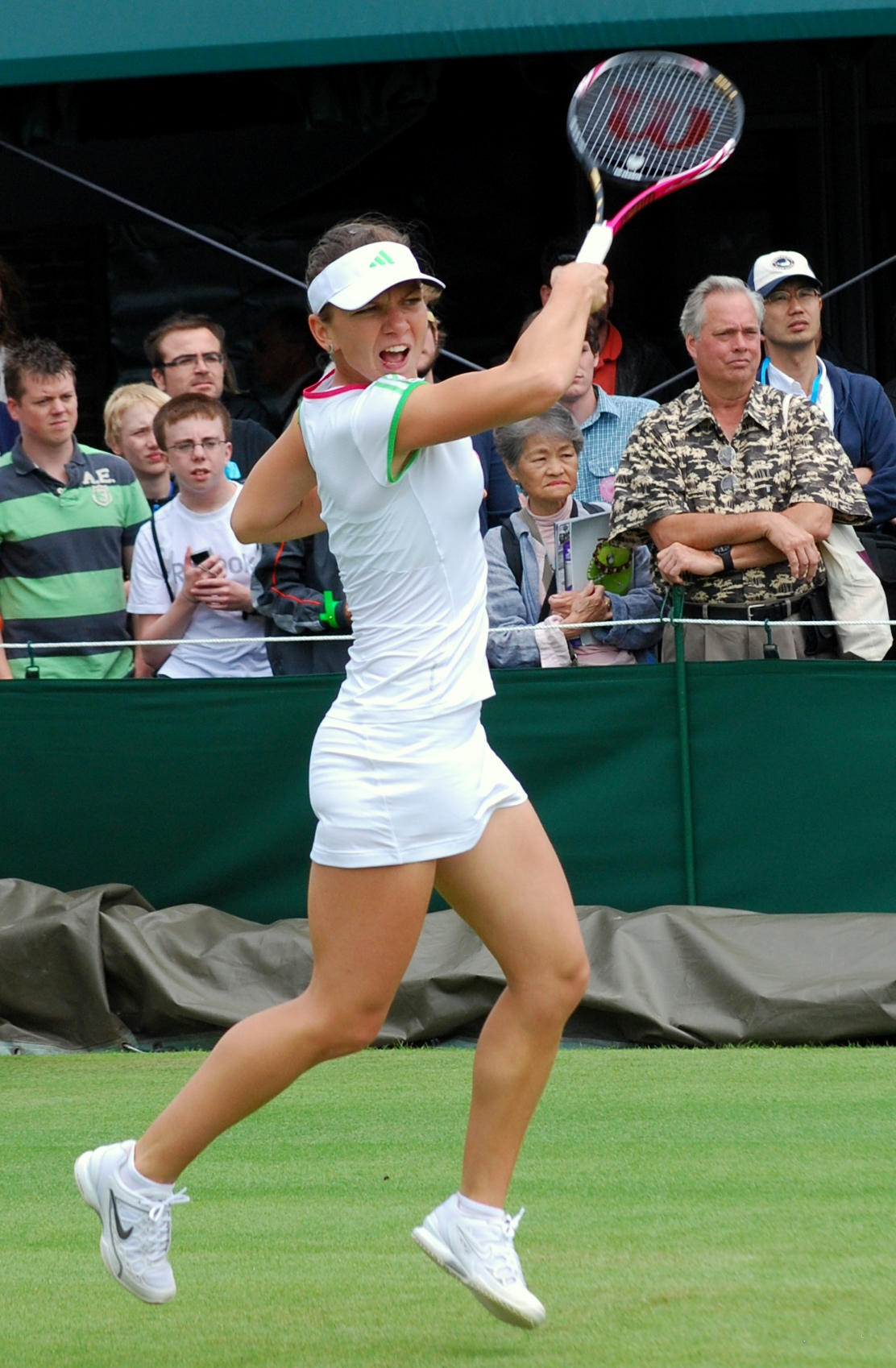
Tại Wimbledon năm 2011

Vào tháng 1, Halep đã tham dự giải Úc Mở rộng, nhưng thua Stéphanie Foretz của Pháp ở vòng loại đầu tiên. Cô được xếp hạng 166 trên thế giới kể từ ngày 5 tháng 4 năm 2010  Bước đột phá của cô trong WTA Tour xảy ra trong giải Trải nghiệm quần vợt Andalucia năm 2010 trên sân đất nện của Marbella, Tây Ban Nha. Là một vòng loại, cô tiến vào tứ kết với chiến thắng trước số 70 thế giới Iveta Benešová và số 36 thế giới Sorana Cîrstea. Sau đó, cô đã đối mặt với số 16 thế giới Flavia Pennetta, nhưng cuối cùng đã bị hạt giống số 2 này đánh bại.
Halep sau đó đủ điều kiện tham dự Barcelona Ladies Open 2010 bằng cách thắng ba trận, nhưng đã bị Carla Suárez Navarro đánh bại trong vòng đầu tiên của giải đấu chính. Halep tiếp tục thi đấu giải Grand Prix năm 2010 SAR La Princesse Lalla Meryem ở Fes. Là hạt giống số 1 trong vòng loại, cô vượt qua vòng loại bằng cách đánh bại Nathalie Viérin và Estrella Cabeza Candela. Trong vòng đầu tiên, cô đã đánh bại hạt giống số 8 Lucie Hradecká trong hai set. Ở vòng thứ hai, cô đã đánh bại Olga Savchuk trước một trận đấu lớn ở tứ kết, nơi cô đánh bại hạt giống số 2 và cựu tay vợt top 10 Patty Schnyder với 2 set. Trong trận bán kết, cô đã đánh bại Renata Voráčová để tiến vào trận chung kết Giải đấu WTA đầu tiên, nhưng cô đã thua người đồng hương Séc của Voráčová Iveta Benešová trong trận chung kết.
Vào tháng 5 năm 2010 Halep vượt qua vòng loại để thi đấu chính giải Grand Slam đầu tiên của cô, tại Pháp mở rộng, đánh bại Bethanie Mattek-Sands trong vòng cuối cùng của vòng loại. Cô đã bị đánh bại trong hai set ở vòng đầu tiên bởi hạt giống thứ bảy và cũng là tay vợt vào đến trận chung kết Samantha Stosur. Vào tháng 8 năm 2010, Halep vượt qua vòng loại để thi đấu chính giải Mỹ mở rộng, và cô đối mặt với Jelena Janković ở vòng đầu tiên. Halep có cơ hội giành chiến thắng trước Janković, nhưng đã bị mất break trong khi giao bóng khi đang dẫn 5-4 trong hiệp ba. Cuối cùng, Janković đã thắng trong ba set.

#### 2011
Vào tháng 1 năm 2011, cô đã lọt vào tứ kết trong ASB Classic 2011 đánh bại Ayumi Morita và Elena Vesnina, nhưng thua hạt giống thứ hai, Yanina Wickmayer. Halep tham dự Moorilla Hobart International 2011 nhưng cô thua ở vòng loại thứ ba, trong một trận đấu quyết định trước Magdaléna Rybáriková. Tại Úc mở rộng 2011, Halep lần đầu tiên trong sự nghiệp của mình ở vòng ba giải quần vợt Grand Slam dành cho người cao niên, đánh bại hạt giống số 24 Alisa Kleybanova trước khi thua cả hai set trước hạt giống số 12 Agnieszka Radwańska. Vào tháng Tư tại giải Grand Prix năm 2010 SAR La Princesse Lalla Meryem, cô đã lặp lại thành tích của năm trước để lọt vào trận chung kết nhưng thua Alberta Brianti cả hai set. 

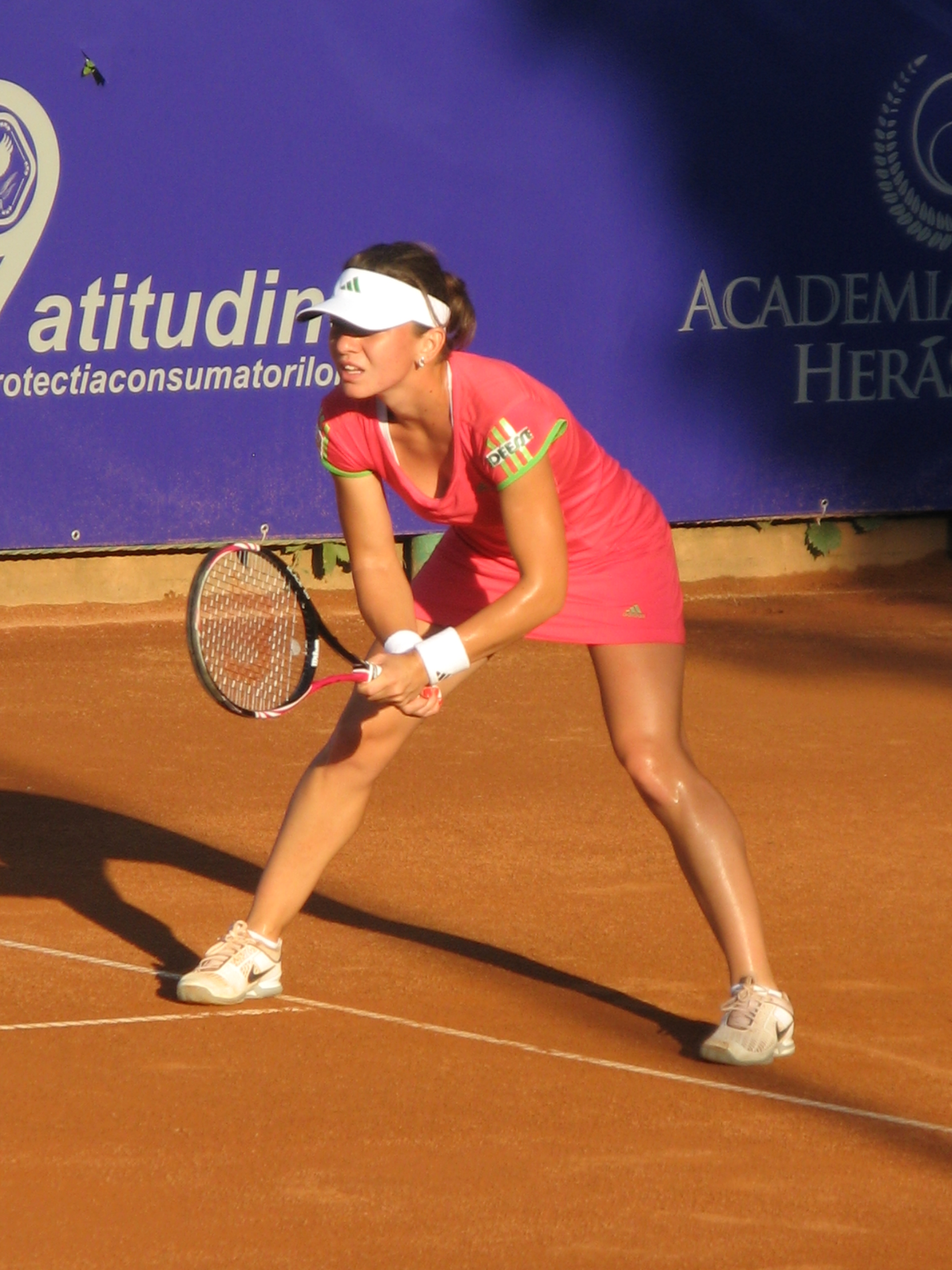
Halep trên sân đất nện tại BCR Open Romania 2011

Tại Estoril Open 2011, cô đã bị đánh bại trong vòng đầu tiên bởi nhà vô địch cuối cùng là Anabel Medina Garrigues trong hai set. Tại Pháp mở rộng 2011, Halep đánh bại Alla Kudryavtseva, sau đó thua hạt giống số tám Samantha Stosur ở vòng hai. Trong Giải vô địch Wimbledon 2011, Halep đã đánh bại Bojana Jovanovski trước khi thua hạt giống số bảy Serena Williams trong ba set ở vòng hai. Đến với Giải vô địch Romania mở rộng BCR 2011, Halep đã được coi là hạt giống hàng đầu và tiến vào bán kết, đánh bại Maša Zec Peškirič, Lenka Juríková và Alexandra Cadanţu trên đường đi. Tuy nhiên, cô đã thua Laura Pous Tió trong trận bán kết.
Halep vượt qua vòng loại để thi đấu giải chính tại 2011 Rogers Cup tại Toronto nhưng phải gặp tay vợt hạt giống thứ 12(xếp hạng 15TG) Svetlana Kuznetsova ngay vòng đầu. Sau khi thua set đầu tiên, Halep đã trở lại để giành chiến thắng trong trận đấu dài 2:14 với việc Kuznetsova mắc năm mươi lỗi đánh bóng hỏng. Đó là chiến thắng đầu tiên của Halep trước một tay vợt được xếp hạng top 20. Cô thua Lucie Safářová ở vòng hai.